# Tarui jonin: Pobogjongsim Rjo
Tarui jonin: Pobogjongsim Rjo (v korejském originále 달의 연인 - 보보경심 려, Tarŭi jŏnin: Pobogjŏngsim Rjŏ; anglicky Moon Lovers: Scarlet Heart Ryeo) je jihokorejský televizní seriál z roku 2016, v němž hrají IU, I Čung-gi a Kang Ha-nul. Vysílán byl na SBS TV od 29. srpna do 1. listopadu 2016 každé pondělí a úterý ve 22.00. Skládá se z 20 epizod.

## Obsah
Během úplného zatmění Slunce se Ko Ha-džin z moderní doby dostává do časů začátků dynastie Korjo. Probudí se v roce 941 v těle He Su, sestřenice manželky 8. prince Wang Uka. Díky své svobodomyslné a šťastné povaze se dostane nejen do středu palácových intrik, ale i do srdcí princů.

## Obsazení

### Hlavní role
| I Čung-gi   | 4. princ Wang So – zpočátku je uzavřený, krutý a studený, ale díky He Su se začíná měnit. |
| IU          | Ko Ha-džin / He Su – Ko Ha-džin je na dně a přemýšlí o smyslu svého života. Při záchraně malého chlapce se vrací zpět v čase do začátků dynastie Korjo. V těle He Su se velmi rychle zamiluje do 8. prince, který je ale manželem její sestřenice. Jako první pochopí bolest 4. prince a rozhodne se mu pomoci. |
| Kang Ha-nul | 8. princ Wang Uk – velice milý muž, který se stará o své blízké, díky čemuž se do něj He Su zamiluje. |

### Vedlejší role
| Baekhjun       | 10. princ Wang Un          |
| Kim San-ho     | korunní princ Wang Mu      |
| Hong Čong-hjon | 3. princ Wang Jo           |
| Jun Son-u      | 9. princ Wang Won          |
| Nam Ču-hjok    | 13. princ Wang Pega        |
| Či Su          | 14. princ Wang Čong        |
| Pak Si-un      | manželka 8. prince paní He |